# Pisak
Pisak je vesnice a přímořské letovisko v Chorvatsku ve Splitsko-dalmatské župě, spadající pod opčinu města Omiš. Je nejvýchodnějším letoviskem Omišské riviéry. Nachází se asi 18 km od Omiše, 19 km od Makarské a 40 km od Splitu. V roce 2011 zde žilo 202 obyvatel, což je mírný úbytek oproti roku 2001, kdy zde žilo 208 obyvatel.
Většina obyvatel se během turistické sezóny zabývá pronájmem ubytovacích zařízení. Skutečný počet obyvatel je vyšší, protože se v Pisaku nachází mnoho chat, jejichž majitelé mají registrovaný pobyt jinde.
Pisak se nachází pod horami Šmričice (601 m) a Šatarice (642 m) v pohoří Omiška Dinara. Severně od vesnice prochází silnice D8, známá též jako Jadranská magistrála. Nachází se zde několik oblázkových a částečně písčitých a kamenitých pláží, jako jsou pláže Pašnjak, Pisak, Punta Ljola, Put Borka a Vruje. Mezi pamětihodnosti v Pisaku patří kostel svatého Marka z 16. století.